# Pribude
Pribude su naselje u općini Muć, u Splitsko-dalmatinskoj županiji. 

## Zemljopis
Naselje se nalazi sjeveroistočno od Crivca.

## Ime
Etimologija ekonima Pribude je nejasna. Na zemljovidu Dalmacije iz 1689., Pribude se zabilježene kao "Bribad", što je posljedica činjenice da ja zemljovid izradio stranac koji nije poznavao hrvatski jezik.
U Hrvatskoj postoji i naselje Pribudić pokraj Gračaca, kojeg je naziv najvjerojatnije nastao od prezimena Pribudić. To je pak prezime zabilježeno u venecijanskom zemljišniku iz 1711. godine u Labinu Dalmatinskom pokraj Trogira. U jednom dokumentu od 30. studenog 1762. godine spominje se Nikola Pribudić iz Labina.
Nije jasno je li prezime nastalo od Pribude ili su Pribude nastale od prezimena Pribudić. 

## Stanovništvo
| broj stanovnika | 227   | 279   | 284   | 319   | 354   | 339   | 339   | 409   | 401   | 347   | 344   | 346   | 284   | 193   | 126   | 102   | 56    |
|                 | 1857. | 1869. | 1880. | 1890. | 1900. | 1910. | 1921. | 1931. | 1948. | 1953. | 1961. | 1971. | 1981. | 1991. | 2001. | 2011. | 2021. |